# Consejo Nacional de la Magistratura (República Dominicana)
El Consejo Nacional de la Magistratura (CNM) es el órgano constitucional dominicano encargado de designar al Procurador General, los jueces de la Suprema Corte de Justicia, del Tribunal Constitucional y del Tribunal Superior Electoral de la República Dominicana, así como evaluar el desempeño de los jueces de la Suprema Corte de Justicia (artículo 179 de la Constitución dominicana).

## Historia
El CNM fue instituido en la República Dominicana por la modificación constitucional de 1994, cuya existencia y promoción se le reconoce a José Francisco Peña Gómez, máximo líder del Partido Revolucionario Dominicano (PRD), como resultado de la crisis política de las elecciones presidenciales de ese año. 
Sus competencias e integración fueron ampliadas en la Constitución dominicana proclamada en el año 2010.

## Composición
Según el artículo 178 de la Constitución dominicana, el  Consejo Nacional de la Magistratura está integrado por las siguientes personas: 
- El presidente de la República, quien lo presidirá, o, en su ausencia, por el vicepresidente de la República;
- El presidente del senado;
- un senador o senadora, escogido por el Senado que pertenezca a un partido o bloque de partidos diferente al del presidente del Senado y que ostente la representación de la segunda mayoría;
- el presidente de la Cámara de Diputados;
- un diputado o diputada, escogido por la Cámara de Diputados, que pertenezca a un partido o bloque de partidos diferente al del presidente de la Cámara de Diputados y que ostente la representación de la segunda mayoría;
- el presidente de la Suprema Corte de Justicia;
- un magistrado o magistrada de la Suprema Corte de Justicia, escogido por ella misma, quien fungirá como secretario; y
- el procurador general de la República.

## Funciones
Conforme al artículo 187 de la Constitución dominicana, las funciones del Consejo Nacional de la Magistratura son las siguientes:
1. Designar los miembros de la Suprema Corte de Justicia;
2. Designar los jueces del Tribunal Constitucional;
3. Designar los jueces del Tribunal Superior Electoral y sus suplentes;
4. Evaluar el desempeño de los jueces de la Suprema Corte de Justicia.

Según el artículo 180 de la Constitución dominicana, el Consejo Nacional de la Magistratura, al designar los jueces de la Suprema Corte de Justicia, deberá seleccionar las tres cuartas partes de sus miembros de jueces que pertenezcan al sistema de carrera judicial, y la cuarta parte restante los escogerá de profesionales del derecho, académicos o miembros del Ministerio Público, disponiendo cuál de ellos ocupará la presidencia y cuáles serán su primer y segundo sustitutos en caso de falta o impedimento del presidente. (art. 180 de la Constitución). El presidente y sus sustitutos ejercerán esas funciones por un período de siete años, al término del cual, y previa evaluación de su desempeño, podrán ser elegidos por un nuevo período.

### Evaluación de los jueces de la Suprema Corte de Justicia
El artículo 181 de la Constitución dispone que el Consejo Nacional de la Magistraturá evaluará el desempeño de los jueces de la Suprema Corte de Justicia al término de siete años a partir de su elección y que,  en caso de que decida separar a un juez de su cargo, deberá sustentar su decisión en los motivos contenidos en la ley que rige la materia. La evaluación se encuentra regulada por el Reglamento núm. 1-19, del 4 de febrero de 2019..
Ley Orgánica y Reglamento de Aplicación
El Consejo Nacional de la Magistratura se encuentra regido por la Ley núm. 138-11, del 21 de junio de 2011, orgánica del Consejo Nacional de la Magistratura (G. O. 10623, del 28 de junio de 2011) y por el Reglamento núm. 1-17, del 12 de junio de 2017, para la aplicación de la Ley núm. 138-11.

## Integración

### Convocatoria 1997
| Miembros del Consejo de la Magistratura (1997) | Miembros del Consejo de la Magistratura (1997) | Miembros del Consejo de la Magistratura (1997) | Miembros del Consejo de la Magistratura (1997) |
| Poder del Estado                               | Nombre                                         | Posición                                       | Partido                                        |
| ---------------------------------------------- | ---------------------------------------------- | ---------------------------------------------- | ---------------------------------------------- |
| Poder Ejecutivo                                | Leonel Fernández                               | Presidente de la República                     | PLD                                            |
| Poder Judicial                                 | Néstor Contín Aybar                            | Presidente de la Suprema Corte de Justicia     | -                                              |
| Poder Judicial                                 | Amadeo Julián                                  | Juez de la Suprema Corte de Justicia           | -                                              |
| Poder Legislativo                              | Amable Aristy Castro                           | Presidente del Senado                          | PRSC                                           |
| Poder Legislativo                              | Milagros Ortiz Bosch                           | Senadora                                       | PRD                                            |
| Poder Legislativo                              | Rafael Peguero Méndez                          | Presidente de la Cámara de Diputados           | PRD                                            |
| Poder Legislativo                              | César Féliz Féliz                              | Diputado                                       | PRSC                                           |

### Convocatoria 2001
| Miembros del Consejo de la Magistratura (2001) | Miembros del Consejo de la Magistratura (2001) | Miembros del Consejo de la Magistratura (2001) | Miembros del Consejo de la Magistratura (2001) |
| Poder del Estado                               | Nombre                                         | Posición                                       | Partido                                        |
| ---------------------------------------------- | ---------------------------------------------- | ---------------------------------------------- | ---------------------------------------------- |
| Poder Ejecutivo                                | Hipólito Mejía                                 | Presidente de la República                     | PRD                                            |
| Poder Judicial                                 | Jorge Subero Isa                               | Presidente de la Suprema Corte de Justicia     | -                                              |
| Poder Judicial                                 | Víctor José Castellanos Estrella               | Juez de la Suprema Corte de Justicia           | -                                              |
| Poder Legislativo                              | Andrés Bautista                                | Presidente del Senado                          | PRD                                            |
| Poder Legislativo                              | José González Espinoza                         | Senador                                        | PTD                                            |
| Poder Legislativo                              | Rafaela Alburquerque                           | Presidenta de la Cámara de Diputados           | PRSC                                           |
| Poder Legislativo                              | Alfredo Pacheco                                | Diputado                                       | PRD                                            |

### Convocatoria 2011
| Miembros del Consejo de la Magistratura (2011) | Miembros del Consejo de la Magistratura (2011) | Miembros del Consejo de la Magistratura (2011) | Miembros del Consejo de la Magistratura (2011) |
| Poder del Estado                               | Nombre                                         | Posición                                       | Partido                                        |
| ---------------------------------------------- | ---------------------------------------------- | ---------------------------------------------- | ---------------------------------------------- |
| Poder Ejecutivo                                | Leonel Fernández                               | Presidente de la República                     | PLD                                            |
| Poder Ejecutivo                                | Radhamés Jiménez Peña                          | Procurador general de la República             | PLD                                            |
| Poder Judicial                                 | Jorge Subero Isa                               | Presidente de la Suprema Corte de Justicia     | -                                              |
| Poder Judicial                                 | Víctor José Castellanos Estrella               | Juez de la Suprema Corte de Justicia           | -                                              |
| Poder Legislativo                              | Reinaldo Pared Pérez                           | Presidente del Senado                          | PLD                                            |
| Poder Legislativo                              | Félix Vásquez                                  | Senador                                        | PRSC, Electo en la boleta del PLD              |
| Poder Legislativo                              | Abel Martínez Durán                            | Presidente de la Cámara de Diputados           | PLD                                            |
| Poder Legislativo                              | Hugo Núñez                                     | Diputado                                       | PRD                                            |

### Convocatoria 2017
| Miembros del Consejo de la Magistratura (2017) | Miembros del Consejo de la Magistratura (2017) | Miembros del Consejo de la Magistratura (2017) | Miembros del Consejo de la Magistratura (2017) |
| Poder del Estado                               | Nombre                                         | Posición                                       | Partido                                        |
| ---------------------------------------------- | ---------------------------------------------- | ---------------------------------------------- | ---------------------------------------------- |
| Poder Ejecutivo                                | Danilo Medina                                  | Presidente de la República                     | PLD                                            |
| Poder Ejecutivo                                | Jean Alain Rodríguez                           | Procurador general de la República             | PLD                                            |
| Poder Judicial                                 | Mariano Germán Mejía                           | Presidente de la Suprema Corte de Justicia     | -                                              |
| Poder Judicial                                 | Fran Euclides Soto Sánchez                     | Juez de la Suprema Corte de Justicia           | -                                              |
| Poder Legislativo                              | Reinaldo Pared Pérez                           | Presidente del Senado                          | PLD                                            |
| Poder Legislativo                              | José Ignacio Paliza                            | Senador                                        | PRM                                            |
| Poder Legislativo                              | Lucía Medina                                   | Presidenta de la Cámara de Diputados           | PLD                                            |
| Poder Legislativo                              | Josefa Castillo                                | Diputada                                       | PRM                                            |

### Convocatoria 2019
| Miembros del Consejo de la Magistratura (2019) | Miembros del Consejo de la Magistratura (2019) | Miembros del Consejo de la Magistratura (2019) | Miembros del Consejo de la Magistratura (2019) |
| Poder del Estado                               | Nombre                                         | Posición                                       | Partido                                        |
| ---------------------------------------------- | ---------------------------------------------- | ---------------------------------------------- | ---------------------------------------------- |
| Poder Ejecutivo                                | Danilo Medina                                  | Presidente de la República                     | PLD                                            |
| Poder Ejecutivo                                | Jean Alain Rodríguez                           | Procurador general de la República             | PLD                                            |
| Poder Judicial                                 | Mariano Germán Mejía                           | Presidente de la Suprema Corte de Justicia     | -                                              |
| Poder Judicial                                 | Fran Euclides Soto Sánchez                     | Juez de la Suprema Corte de Justicia           | -                                              |
| Poder Legislativo                              | Reinaldo Pared Pérez                           | Presidente del Senado                          | PLD                                            |
| Poder Legislativo                              | José Ignacio Paliza                            | Senador                                        | PRM                                            |
| Poder Legislativo                              | Radhamés Camacho                               | Presidente de la Cámara de Diputados           | PLD                                            |
| Poder Legislativo                              | Josefa Castillo                                | Diputada                                       | PRM                                            |

### Convocatoria 2020
| Miembros del Consejo de la Magistratura (2020) | Miembros del Consejo de la Magistratura (2020) | Miembros del Consejo de la Magistratura (2020) | Miembros del Consejo de la Magistratura (2020) |
| Poder del Estado                               | Nombre                                         | Posición                                       | Partido                                        |
| ---------------------------------------------- | ---------------------------------------------- | ---------------------------------------------- | ---------------------------------------------- |
| Poder Ejecutivo                                | Luis Abinader                                  | Presidente de la República                     | PRM                                            |
| Poder Ejecutivo                                | Miriam Germán Brito                            | Procuradora general de la República            | -                                              |
| Poder Judicial                                 | Luis Henry Molina Peña                         | Presidente de la Suprema Corte de Justicia     | -                                              |
| Poder Judicial                                 | Nancy Salcedo Fernández                        | Jueza de la Suprema Corte de Justicia          | -                                              |
| Poder Legislativo                              | Eduardo Estrella                               | Presidente del Senado                          | DxC, Electo en la boleta del PRM               |
| Poder Legislativo                              | Bautista Rojas Gómez                           | Senador                                        | FP                                             |
| Poder Legislativo                              | Alfredo Pacheco                                | Presidente de la Cámara de Diputados           | PRM                                            |
| Poder Legislativo                              | Víctor Fadul                                   | Diputado                                       | PLD                                            |

### Convocatoria 2021
| Miembros del Consejo de la Magistratura (2021) | Miembros del Consejo de la Magistratura (2021) | Miembros del Consejo de la Magistratura (2021) | Miembros del Consejo de la Magistratura (2021) |
| Poder del Estado                               | Nombre                                         | Posición                                       | Partido                                        |
| ---------------------------------------------- | ---------------------------------------------- | ---------------------------------------------- | ---------------------------------------------- |
| Poder Ejecutivo                                | Luis Abinader                                  | Presidente de la República                     | PRM                                            |
| Poder Ejecutivo                                | Miriam Germán Brito                            | Procuradora general de la República            | -                                              |
| Poder Judicial                                 | Luis Henry Molina Peña                         | Presidente de la Suprema Corte de Justicia     | -                                              |
| Poder Judicial                                 | Nancy Salcedo Fernández                        | Jueza de la Suprema Corte de Justicia          | -                                              |
| Poder Legislativo                              | Eduardo Estrella                               | Presidente del Senado                          | DxC, Electo en la boleta del PRM               |
| Poder Legislativo                              | Bautista Rojas Gómez                           | Senador                                        | FP                                             |
| Poder Legislativo                              | Alfredo Pacheco                                | Presidente de la Cámara de Diputados           | PRM                                            |
| Poder Legislativo                              | Víctor Fadul                                   | Diputado                                       | PLD                                            |

### Convocatoria 2023
| Miembros del Consejo de la Magistratura (2023) | Miembros del Consejo de la Magistratura (2023) | Miembros del Consejo de la Magistratura (2023) | Miembros del Consejo de la Magistratura (2023) |
| Poder del Estado                               | Nombre                                         | Posición                                       | Partido                                        |
| ---------------------------------------------- | ---------------------------------------------- | ---------------------------------------------- | ---------------------------------------------- |
| Poder Ejecutivo                                | Luis Abinader                                  | Presidente de la República                     | PRM                                            |
| Poder Ejecutivo                                | Miriam Germán Brito                            | Procuradora general de la República            | -                                              |
| Poder Judicial                                 | Luis Henry Molina Peña                         | Presidente de la Suprema Corte de Justicia     | -                                              |
| Poder Judicial                                 | Nancy Salcedo Fernández                        | Jueza de la Suprema Corte de Justicia          | -                                              |
| Poder Legislativo                              | Ricardo de los Santos                          | Presidente del Senado                          | PRM                                            |
| Poder Legislativo                              | Bautista Rojas Gómez                           | Senador                                        | FP                                             |
| Poder Legislativo                              | Alfredo Pacheco                                | Presidente de la Cámara de Diputados           | PRM                                            |
| Poder Legislativo                              | Víctor Fadul                                   | Diputado                                       | PLD                                            |